# Bulevar Atatürk
El Bulevar Atatürk  (en turco: Atatürk Bulvarı) es la calle más importante de Ankara; Turquía. El bulevar es también conocidp como "camino Protocolar", ya que es utilizado por los políticos y los altos funcionarios del Estado.
El bulevar corre cerca de 5.600 metros (18.400 pies) desde el sur al norte. En el extremo sur se cruza con el Bulevar Çankaya y en el punto más al norte se une a la calle Çankırı. Su anchura es de unos 30 metros (98 pies).
Después de que la República de Turquía fuese proclamada, Ankara fue rediseñadoapor un grupo de urbanistas incluyendo Hermann Jansen. El Bulevar Atatürk fue desarrollado después de esta planificación. Sin embargo, según Falih Rıfkı Atay, el plan original se implementó después de muchas alteraciones. 